# Ян Михайло Сологуб
Ян Михайло Сологуб (*бл. 1697  —8 травня 1748) — державний діяч і урядник Речі Посполитої.

## Життєпис
Походив з литовського шляхетського роду Сологубів гербу Правдич. Син Ієроніма Сологуба, чашника ковенського, і Катерини Гротгус. народився близько 1697 року. 1706 року одружився з донькою старости гостинського. 1708 року втратив батька, успадкувавши його маєтності. Вже у 1713 році отримав посаду чашника жемайтського.
1722 року стає підкоморієм гостинським, 1724 року — ловчим великим литовським (до 1731 року). В подальшому отримує староства єжержиське та перерослаське. Також призначається бригадиром військ литовських. Після смерті у 1727 році дружини 1728 року одружився з донькою хорунжого надворного литовського.
У 1730 році обирається маршалком Головного Трибуналу Великого князівства Литовського. 1731 року призначається на посаду підскарбія великого литовського. 1732 року нагороджується орденом Білого Орла. 1739 року розлучився з другою дружиною й одружився втретє — з донькою воєводи віленського з роду Огинських.
1746 році стає воєводою берестейським. 1747 року вдруге обирається маршалком Головного Трибуналу Великого князівства Литовського. Помер у 1748 році.

## Родина
1. Дружина — Олена, донька Яна Шамовського, старости гостинського
Діти:
- Катерина Сологуб (1708—1778), черниця
- Юзеф Антоній[be] (1709—1781), воєвода вітебський
- Антоній Юзеф (бл. 1711—1759), генерал артилерії литовської
- Анна (д/н—1756), дружина Томаша Щавинського, підкоморія гостинського

2. Дружина — Христина, донька Анджея Казимира Кришпин-Кірхенштейн, хорунжого надвірного литовського
дітей не було
3. Дружина — Тереза, донька Казимира Домініка Огінського, воєводи віленського
дітей не було